# Chloephorinae
Chloephorinae zijn een onderfamilie van vlinders uit de familie visstaartjes (Nolidae).

## Geslachtengroepen
- Ariolicini
- Camptolomini
- Careini
- Chloephorini
- Sarrothripini